# جائزة طرابلس الكبرى

ملصق دعائي لإحدى دورات جائزة طرابلس الكبرى

جائزة طرابلس الكبرى غران بريميو دي تريبولي (بالإيطالية:Gran Premio di Tripoli ) أو سباق الملاحة في ليبيا. كان سباقا للسيارات نظم سنويا بين عامي 1925 و 1940 في حلبة للسباق خارج طرابلس عاصمة إقليم طرابلس (تريبوليتانيا) الخاضعة للاحتلال الإيطالي آنذاك.

## خلفية
كانت سباقات السيارات ذات شعبية كبيرة في إيطاليا وكذلك في المستعمرة حيث رغب المسؤولون في تكريس السياحة التي كان يرغب منها تكريس الهجرة إلى إقليم طرابلس، لكن بالرغم من الدعم المقدم من الحاكم العام لليبيا آنذاك والذي كان متحمسا للأمر إيميليو دي بونو وبعض النجاح الأولي، الا أن المشروع لم ينجح اقتصاديا، فالتدخل الشخصي لدي بونو هو الذي منع الحدث في 1929 من التوقف. وفي 1930 واجه الحدث تراجعا آخر في اهتمام الجمهور به، إضافة لموت السائق غاستوني بريلي بيري اثر تحطم سيارته في ضاحية سوق الجمعة جراء حادث مميت. كما تراجعت الرعاية الاعلامية والحماس للسباق، كما أن تداعيات موت بريللي جعلت من السباق غير ممكنا في العام التالي 1931 وهو ماحدث فعلا.
لكن رئيس نادي طرابلس للسيارات إيديجيو سفورتزيني كان مرنا، حيث قرر اقامة جولة أخرى من سباقات الجائزة الكبرى، هذه المرة بغرض بناء حلبة ذات طراز أوروبي للسباقات، تم جمع الأموال اللازمة من قبل الحكومة الإيطالية لتمويل المشروع، وتم الانتهاء من الأعمال اللازمة وافتتاح المشروع في ربيع 1933.
كان يبلغ مسار الملاحة 13.140 كيلومترا (8.156 ميل) طولي في الملاحة الواقعة بين طرابلس، سوق الجمعة وتاجوراء. كان من معالم حلبة المسار تلك برج اسمنتي أبيض كان منتصبا جوار مدرج للحلبة الذي كان بوسعها حمل 10.000 شخص.
تم تزويد حلبة الملاحة بنظام أضواء الانطلاق ونظام توقيت الكتروني بصري، كلتا المعدات إضافة لوسائل أخرى خاصة بالحلبة كانت تضاهي ما كان متوفرا في الحلبات الأوروبية حينها.
مع ممارسة إيطاليا لمزيد من النفوذ والتحكم في ليبيا وتعيين إتالو بالبو كحاكم عام ودمجه إقليمي برقة وطرابلس في مستعمرة واحدة صار الحدث مشهدا سنويا مهما بحد ذاته. كان المشاركون في الحدث يعاملون معاملة متميزة حيث كانوا ينزلون في فندق الودان الفخم ويتناولون العشاء في الكازينو الملحق بالفندق ويقومون بزيارة بالبو في قصره. كل هذا جعل من ريتشارد سيمان أشهر سائق سباقات السيارات قبل الحرب العالمية الثانية في أن يصف جائزة طرابلس الكبرى بأنها «أسكوت حلبات سباقات السيارات» (وأسكوت هي أشهر حلبات سباقات الخيل في بريطانيا وتعتبر ملكية للتاج البريطاني والدولة البريطانية في آن)، كما أن اقترانها بجوائز مادية كبيرة جعل من جائزة طرابلس الكبرى موعدا هاما في السباقات لا يمكن تجاهله.
بين عامي 1933 و 1938 خضعت جائزة طرابلس الكبرى لمعايير الفورمولا ليبر "Formula Libre" بمعنى عدم فرض قيود أو معايير أو أوزان محددة على قدرات المحركات المستعملة في السباق الذي عرف وقتها كونه أسرع حلبة في العالم.
بحلول العام 1939 كان الإيطاليون قد تعبوا من هيمنة ألمانيا على مراحل السباق، وقاموا بتحويله لسباق للعربات الأصغر أو فيتوار "Voiturette" شملت 1500 سيارة سي سي رياضية، الا أنهم أحبطوا بسبب السيارة التي صنعت خصيصا من قبل مرسيديس التي كان يقودها هيرمان لانغ والتي فازت في السباق.
في 1940 بحضور فرق ألفا روميو وماتزيراتي إضافة لعدد من الفرق المستقلة، حاز الإيطالي جوزيبي فارينا على نصره الوحيد قبل الحرب العالمية الثانية. كانت تلك هي النتيجة والجولة النهائية. جولة طرابلس الكبرى لم تنطلق مجددا بعدها.

## الفائزون

### حسب الدولة
| السنة | السائق              | السيارة           | الموقع  |
| ----- | ------------------- | ----------------- | ------- |
| 1940  | جوزيبي فارينا       | ألفا روميو        | الملاحة |
| 1939  |                     | مرسيديس بنز       | الملاحة |
| 1938  |                     | مرسيديس بنز       | الملاحة |
| 1937  |                     | مرسيديس بنز       | الملاحة |
| 1936  | أكيلي فارتزي        | أوتو يونيون       | الملاحة |
| 1935  |                     | مرسيديس بنز       | الملاحة |
| 1934  | أكيلي فيراتزي       | ألفا روميو        | الملاحة |
| 1933  | أكيلي فيراتزي       | بوغاتي            | الملاحة |
| 1930  | باكونين بورتزاكييني | مازيراتي          | طرابلس  |
| 1929  | غاستوني بريلي بيري  | تالبوت            | طرابلس  |
| 1928  | تاتسيو نوفولاري     | بوغاتي            | طرابلس  |
| 1927  | إيميليو ماتيراتسي   | بوغاتي            | طرابلس  |
| 1926  | فرانسوا ايسرما      | بوغاتي            | طرابلس  |
| 1925  | ريناتو باليستريرو   | أوفيشيني ميكانيكي | طرابلس  |